# Club Atlético Lanús
Club Atlético Lanús (eller bare Lanús) er en argentinsk fodboldklub fra Buenos Aires-bydelen Lanús. Klubben spiller i landets bedste liga, Primera División de Argentina, og har hjemmebane på stadionet Ciudad de Lanús. Klubben blev grundlagt den 3. januar 1915, og vandt i 2007 sit første argentinske mesterskab. Derudover vandt klubben i 1996 den nu nedlagte turnering Copa CONMEBOL.
Lanús' største rivaler er et andet Buenos Aires-hold, Club Atlético Banfield.

## Titler
- Argentinsk mesterskab (2): 2007 (Apertura); 2016

- Copa CONMEBOL (1): 1996

- Copa Sudamericana (1): 2013

- Copa del Bicentenario (1): 2016

## Kendte spillere
| - Jorge Brown (1897-99) - Atilio Ducca (1935-46) - Luis Arrieta (1939-44) - León Strembel (1939-44), (1948-56) - Juan Yustrich (1940-41) - José Florio (1949-51), (1954-55) - Juan "El Nene" Guidi (1949-70) - Jose "Pepe" Nacionale (1954-60) - José Ramos Delgado (1956-58) - Alfredo Rojas (1956-58) - Bernardo "Baby" Acosta (1962-68) - Ramón Cabrero (1965-68) - Angel Manuel Silva (1965-70), (1972), (1976) - Humberto Ballesteros (1967-70) - Oswaldo Piazza (1967-72) - Hector "El Negro" Enrique (1982), (1991-93) - Leonardo Rodríguez (1983-88), (2002) - Gilmar "Uruguay" Villagran (1984-92) - Rolando "El Roly" Bertolini (1985-92) - Armando "Urraca" Gonzalez (1987-97) - Gabriel "Chucho" Schürrer (1988-96) - Marcelo Ojeda (1990-94) - Miguel Ángel "Pampa" Gambier (1991-94) - Néstor Fabbri (1992-94) - Claudio "Caio" Enria (1993-98) | - Omar Simionato (1994-96) - Ariel López (1994-97), (2000-01) - Carlos "Lechuga" Roa (1994-97) - Ariel Ibagaza (1994-98) - Walter Coyette (1994-02) - Gonzalo Belloso (1995-99) - Hugo "El Diez" Morales (1995-99), (2002-03) - Daniel "Chango" Cravero (1995-00) - Gustavo "Pájaro" Siviero (1996-98) - Mariano Fernández (1997-00) - Julian Kmet (1997-01) - Lucas Alessandría (1997-03), (2004-05) - Silvio González (1998-02) - Cristian Álvarez (1998-02), (2003) - Luis Zubeldía (1998-04) - Ezequiel Carboni (1998-05) - Denis Caniza (1999-01) - Diego Klimowicz (1999-01) - Rodrigo Mannara (1999-04) - Javier Almirón (1999-05), (2006-07) - Claudio Flores (2000-04), (2006-08) - Santiago Hoyos (2000-) - Fernando Martinuzzi (2000-06) - Walter Ribonetto (2001-03), (2006-07) - Gabriel Iribarren (2001-04) | - Rodrigo Díaz (2001-05) - Juan Carlos Mariño (2001-06) - Cristian Fabbiani (2001-07) - Carlos Galván (2002-03) - Ignacio Risso (2002-04) - Nelson Benítez (2002-04), (2006-08) - Mauricio Romero (2002-07) - Sebastián Salomón (2002-09) - Agustín Pelletieri (2002-) - Rodrigo Archubi (2003-07) - Diego Lagos (2003-) - Santiago Biglieri (2003-) - Diego Valeri (2003-) - Claudio Graf (2004-07) - Carlos Bossio (2004-09) - Rodolfo Graieb (2004-09) - Marcos Aguirre (2004-) - Matías Fritzler (2004-) - Maximiliano Velázquez (2004-) - Sebastian Leto (2005-07) - Lautaro Acosta (2006-08) - Sebastián Blanco (2006-) - Eduardo Ledesma (2006-) - José Sand (2007-09) - Diego González (2007-) - Eduardo Salvio (2008-10) - Mauro Camoranesi (2011-) |

## Danske spillere
- Ingen